# Elbingerode
Pour la municipalité de Basse-Saxe, voir Elbingerode (Basse-Saxe).
Elbingerode est un quartier de la ville d’Oberharz am Brocken, dans l'arrondissement de Harz en Saxe-Anhalt, en Allemagne. L'ancienne ville a été incorporée le 1er janvier 2010. 

## Histoire
Le lieu d’Alvelingeroth fut évoqué pour la première fois dans un acte de 1206, délivré par le pape Innocent III pour l'abbaye de Gandersheim. Le comte palatin Henri de Brunswick exerçait les fonctions de Vogt (bailli), représenté par ses ministériels au château de Blankenburg. Les domaines ont été acquis par le duc Othon Ier de Brunswick en 1247.

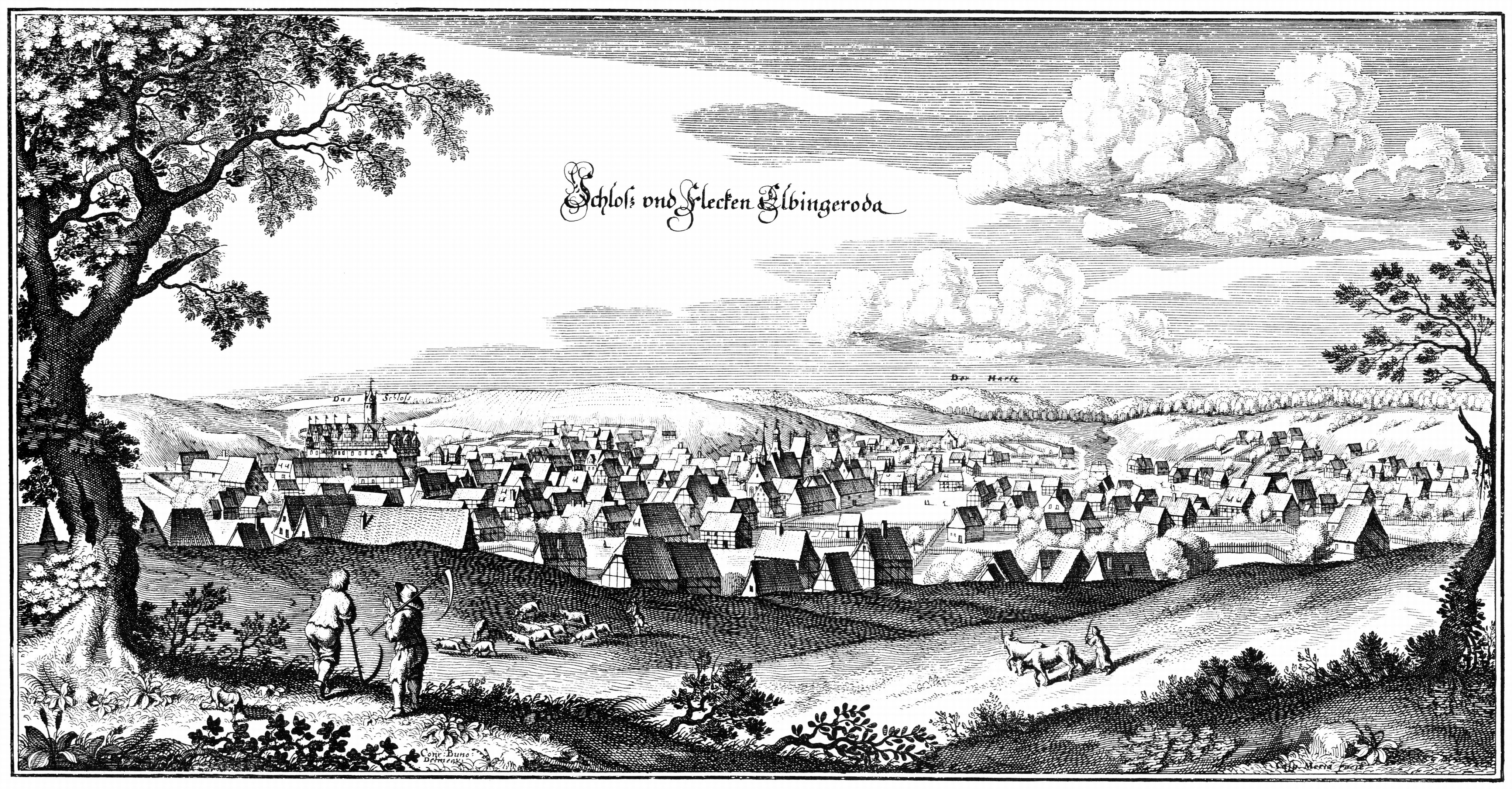
Elbingerode, gravure de Matthäus Merian (XVIIe siècle).

En 1427, le duc Éric de Brunswick-Grubenhagen redonna Elbingerode en fief au comtes de Stolberg et de Schwarzbourg. Mis en gage à plusieurs reprises, les domaines ont été recouvrés par le duc Georges de Brunswick-Calenberg en 1635. Son fils Christian-Louis a apuré le passif en 1653 ; à partir de cette date, la maison de Brunswick puis la maison de Hanovre a conservé la localité jusqu'à la dissolution du royaume de Hanovre et le transfert du pouvoir au royaume de Prusse en 1866.
En 1932, Elbingerode passe de la province de Hanovre à la province de Saxe. Après la Seconde Guerre mondiale, la ville faisait partie du district de Magdebourg au sein de la République démocratique allemande (RDA).

## Jumelages
L'ancienne ville d'Elbingerode est jumelée avec :
- Chambourcy (France)
- Elbingerode (Allemagne)
- Gehrden (Allemagne)
- Hoheneggelsen (Allemagne)
- Purhus (Danemark)
- Velké Opatovice (Tchéquie)

## Personnalités
- Paul Ernst (1866–1933), écrivain ;
- Norbert Hahn (né en 1954), lugeur ;
- Bernd Hahn (né en 1954), lugeur ;
- Ulrich Hahn (né en 1955), lugeur.